# FZD7
Frizzled-7 es una proteína que en humanos está codificada por el gen FZD7.
Los miembros de la familia de genes "frizzled" codifican proteínas de dominio transmembrana 7 que son receptores de proteínas de señalización Wnt. La proteína FZD7 contiene una secuencia señal N-terminal, 10 residuos de cisteína típicos del dominio extracelular rico en cisteína de los miembros de la familia Fz, 7 dominios transmembrana putativos y una cola C-terminal intracelular con un motivo de unión al dominio PDZ. La expresión del gen FZD7 puede regular negativamente la función de APC y mejorar las señales mediadas por beta-catenina en carcinomas de esófago humanos poco diferenciados.

## Interacciones
Se ha demostrado que FZD7 interactúa con DLG4 .